# Enveryucelia axiologa
Enveryucelia axiologa är en fjärilsart som beskrevs av Turner 1946. Enveryucelia axiologa ingår i släktet Enveryucelia och familjen vecklare. Inga underarter finns listade i Catalogue of Life.